# موريس مارتن
موريس مارتن (بالإنجليزية: Maurice Martin)‏ مواليد 2 يوليو 1964 في ليبرتي، هو لاعب كرة سلة أمريكي معتزل. بدأ مسيرته الاحترافية في سنة 1986. تم اختياره من قبل فريق دنفر ناغتس خلال الدرافت. حمل الرقم 11. يبلغ طوله 6 قدم 6 بوصة (2.0 م). حقق المركز الثاني في الألعاب الجامعية الصيفية 1985. اعتزل اللعب في 1988.

## الميداليات
| الميدالية | المسابقة                      |
| --------- | ----------------------------- |
| فضية      | الألعاب الجامعية الصيفية 1985 |

## روابط خارجية
- موريس مارتن على موقع إن بي أي (الإنجليزية)
- موريس مارتن على موقع سبورتس رفرنس (الإنجليزية)
- موريس مارتن على موقع كلية كرة السلة في سبورتس رفرنس.كوم (الإنجليزية)
- موريس مارتن على موقع ريلجم (الإنجليزية)
- موريس مارتن على موقع بروبوليرز (الإنجليزية)